# Дијалог
Дијалог, разговор или расправа (од старог Грчког „Dialogos” што значи разговор) представља вођење писменог или усменог разговора и против разговора између две или више особа. Његова супротност је монолог, разговор једне особе са или против себе самог (пре свега код драме). Као литерално средство о карактерисању једне фигуре и код развијања радње, дијалог одређује драму, у лирици налази употребу код форме препричавања, као код баладе.
Једна посебна форма епике је дијалог у роману који се код Дидерота, Виланда, или код Фонтане састоји искључиво из разговора. Као литерална врста, дијалог је један текст са улогама подељен на више говорника. Код Платона је то као форма филозофске дискусије, Дискусија са намером дубоког увида у једно питање доспети, упутити. У дијалогу се сусрећу различити погледи један за другим. Учесници покушавају своје намере другима да нанесу, с тим што би дошли до увида који је једној појединачној особи ускраћен.
Као текст форма служи дијалог нарочито једном живахном приказивању, може ли једна тема боље него један јединствени текст од различитих страна разјаснити и у датом моменту служити, да лично мишљење аутора сакрије, можда код личне заштите и код избегавања цензуре, (тако код Давида Хуме у његовом дијалогу „о природној религији") или из принципијелног неповерења против јединствене форме писаних текстова. (тако, по неким интерпрететима, Платон)

## Историја
Свесна употреба дијалога почиње код Софиста, који им служи за сазнавање, или расправљање проблема у смислу класичне Дијалектике (Тезе и Антитезе). Литерално се може наћи у Сократовим дијалозима које је објавио Платон, један од првих врхунаца дијалектике. У хуманизму дијалог доживљава свој развитак тек код Еразма Ротердамског и код Улриха од Хутена.

### Као жанр

#### Антика
Дијалог као жанр на Блиском истоку и у Азији датира из древних дела, као што су Сумерске расправе сачуване у копијама из касног трећег миленијума пре нове ере, Ригведске химне дијалога и Махабарата.
На Западу, Платону (око 437. п. н. е. – око 347. п. н. е.) се обично приписује систематско коришћење дијалога као независне књижевне форме. Древни извори указују, међутим, да је платонски дијалог имао своје темеље у мимици, коју су сицилијански песници Софрон и Епихарм неговали пола века раније. Ова дела, којима се Платон дивио и која је опонашао, нису преживела и постоји само нејасна представа о томе како су можда извођена. Мимици Херода, који су пронађени у папирусу 1891. године, дају неку представу о њиховом карактеру.
Платон је даље поједноставио форму и свео је на чисту аргументовану конверзацију, остављајући нетакнутим забавни елемент оцртавања ликова. Око 400. године пре нове ере он је усавршио Сократов дијалог. Сви његови сачувани списи, осим Апологије и Посланица, користе овај облик.
Након Платона, дијалог је постао главни књижевни жанр у антици, а написано је неколико важних дела на латинском и грчком. Убрзо после Платона, Ксенофонт је написао свој Симпозијум; такође, каже се да је Аристотел написао неколико филозофских дијалога у Платоновом стилу (од којих су сачувани само фрагменти). У 2. веку, хришћански апологета Јустин Мартир написао је Дијалог са Трифоном, који је био дискурс између Јустина који је представљао хришћанство и Трифона који је представљао јудаизам. Други хришћански апологетски дијалог из тог времена био је Октавије, између хришћанина Октавија и пагана Цецилија.

#### Модерни период
Два еминентна француска писца позајмила су наслов најпознатије Лукијанове збирке; Фонтенел (1683) и Фенелон (1712) су припремили Dialogues des morts („Дијалози мртвих“). Истовремено, 1688. године, француски филозоф Никола Малебранш је објавио своје Дијалоге о метафизици и религији, чиме је допринео оживљавању жанра у филозофским круговима. У енглеској недрамској литератури дијалог није наишао на широку употребу све док га Беркли није употребио, 1713. године, за своју расправу Три дијалога између Хиласа и Филона. Његов савременик, шкотски филозоф Дејвид Хјум, написао је Дијалоге о природној религији. Истакнути пример књижевног дијалога из 19. века били су Ландорови Имагинарни разговори (1821–1828).
У Немачкој је Виланд усвојио овај облик за неколико важних сатиричних дела објављених између 1780. и 1799. У шпанској књижевности славе се Валдесови Дијалози (1528) и они о Сликарству (1633) Винченца Кардучија. Италијански писци збирки дијалога, по Платоновом узору, укључују Торквата Тасоа (1586), Галилеја (1632), Галијанија (1770), Леопардија (1825) и мноштво других.
Платонски дијалог, као посебан жанр који приказује Сократа као говорника и једног или више саговорника који расправљају о неком филозофском питању, донекле је доживео као препород у 20. веку. Аутори који су га недавно користили укључују Џорџа Сантајану, у његовим еминентним Дијалозима у Лимбу (1926, 2. издање 1948; ово дело такође укључује историјске личности као што су Алкибијад, Аристип, Авицена, Демокрит и Дионисије Млађи као говорници). Едит Штајн и Ајрис Мердок су такође користиле форму дијалога. Штајнова је замислила дијалог између Едмунда Хусерла (феноменолога) и Томе Аквинског (метафизичког реалисте). Мердокова је укључила не само Сократа и Алкибијада као саговорнике у свом делу Акастос: Два платонска дијалога (1986), већ је приказала и самог младог Платона. Недавно је Тимоти Вилијамсон написао Тетралог, филозофску размену у возу између четворо људи са радикално различитим епистемолошким погледима.
У 20. веку, филозофски третмани дијалога су се појавили од стране више мислилаца укључујући Михаила Бахтина, Паула Фрејра, Мартина Бубера и Дејвида Бома. Иако се разликују у многим детаљима, ови мислиоци су предложили холистички концепт дијалога. Наставници као што су Фрејре и Рамон Флеча такође су развили корпус теорије и техника за коришћење егалитарног дијалога као педагошког алата.

### Као тема
Мартин Бубер приписује дијалогу кључну позицију у својој теологији. Његово најутицајније дело носи наслов I and Thou. Бубер не негује и промовише дијалог не као неки сврсисходан покушај да се дође до закључака или изнесу пуке тачке гледишта, већ као сам предуслов аутентичног односа између човека и човека, те човека и Бога. Буберова мисао се усредсређује на „прави дијалог“, који карактерише отвореност, искреност и узајамна посвећеност.
Други ватикански савет ставио је велики нагласак на дијалог са светом. Већина докумената савета укључује неку врсту дијалога: дијалог са другим религијама (Nostra aetate), дијалог са другим хришћанима (Unitatis Redintegratio), дијалог са модерним друштвом (Gaudium et spes) и дијалог са политичким властима (Dignitatis Humanae). Међутим, у енглеским преводима ових текстова, „дијалог“ је коришћен за превођење две латинске речи са различитим значењима, colloquium („дискусија“) и dialogus („дијалог“). Сматра се да је на избор терминологије снажно утицала Буберова мисао.
Физичар Дејвид Бом је покренуо сродни облик дијалога где група људи разговара заједно како би истражила своје претпоставке размишљања, значења, комуникације и друштвених ефеката. Ову групу чини десет до тридесет људи који се редовно састају на неколико сати или неколико дана непрекидно. У Бомовом дијалогу, дијалози се слажу да оставе иза себе дебатне тактике које покушавају да убеде и уместо тога говоре из сопственог искуства о темама које се импровизују на лицу места.
У својим утицајним делима, руски филозоф Михаил Бахтин је пружио екстралингвистичку методологију за анализу природе и значења дијалога:
Дијалошки односи имају специфичну природу: не могу се свести ни на чисто логичке (макар и дијалектичке) ни на чисто језичке (композиционо-синтаксичке). Они су могући само између комплетних исказа разних говорних субјеката... Где нема речи, а нема језика, не може бити дијалошких односа; не могу постојати међу објектима или логичким величинама (концепти, судови и тако даље). Дијалошки односи претпостављају језик, али не бораве у систему језика. Они су немогући међу елементима језика.
Бразилски педагог Пауло Фрејре, познат по развоју популарног образовања, унапредио је дијалог као вид педагогије. Фрејре је сматрао да комуникација кроз дијалог омогућава ученицима и наставницима да уче једни од других у окружењу које карактерише поштовање и једнакост. Велики заговорник потлачених народа, Фрејре се бавио праксом — акцијом која је информисана и повезана са вредностима људи. Дијалогована педагогија није се односила само на продубљивање разумевања; радило се и о позитивним променама у свету: да би се учинио бољим.